# هيلين آن ويلسون
هيلين آن ويلسون (بالإنجليزية: Helen Ann Wilson)‏ هي ممرضة نيوزيلندية، ولدت في 1793، وتوفيت في 1871.